# شاشینتسی
شاشینتسی (به صربی: Šašinci) یک منطقهٔ مسکونی در صربستان است که در Sremska Mitrovica Municipality واقع شده‌است. شاشینتسی ۱٬۸۳۰ نفر جمعیت دارد.